# Sipke Ernst
Sipke Ernst (ur. 8 stycznia 1979 w Damwoude) – holenderski szachista, arcymistrz od 2007 roku.

## Kariera szachowa
W roku 1998 zadebiutował w finale indywidualnych mistrzostw Holandii, zajmując w Rotterdamie IX miejsce. W 2000 triumfował w turnieju mistrzowskim w Lichfield oraz podzielił III miejsce (za Władimirem Jepiszynem i Siemonem Dwojrisem) w otwartym turnieju w Hoogeveen. W następnym roku zwyciężył w turnieju SO-ON Groningen oraz podzielił II miejsce (za Siemonem Dwojrisem) w Dieren. W 2002 roku zajął IV miejsce w mistrzostwach kraju oraz wystąpił w narodowej reprezentacji na szachowej olimpiadzie w Bledzie. Podzielił także II miejsce (za Szuchratem Safinem) w Dieren. W 2004 zajął II miejsce (za Magnusem Carlsenem) w turnieju C festiwalu Corus w Wijk aan Zee. W 2005 zwyciężył w kołowym turnieju w Groningen, w 2006 w mieście tym zwyciężył w dwóch kolejnych turniejach. W 2007 podzielił I m. (wspólnie z m.in. Ahmedem Adly i Steliosem Chalkiasem) w Groningen. W latach 2010, 2011 i 2014 trzykrotnie zdobył brązowe medale indywidualnych mistrzostw Holandii.
Najwyższy ranking w dotychczasowej karierze osiągnął 1 stycznia 2012, z wynikiem 2606 punktów zajmował wówczas 7. miejsce wśród holenderskich szachistów.